# Último minuto
Último Minuto fue un programa chileno de tipo serie educativa, conducido por la periodista Mónica Pérez y transmitido los días jueves, aproximadamente a las 23:30 horas, a través de Televisión Nacional de Chile, entre enero y marzo de 2007.
Este programa consistía en una serie de capítulos sobre simulaciones de desastres (sean estos naturales o humanos), cuyo objetivo era educar al público acerca de como actuar en el caso de un eventual desarrollo de estos. El primer episodio mostraba, por ejemplo, "Qué pasaría si se desconectara la electricidad en todo Santiago", mientras el último mostró "Qué pasaría si el Volcán Villarrica se activara", entre otros. Este programa, además contaba con las recomendaciones de expertos relacionados con el tema del episodio, los cuales aparecían de vez en cuando, durante todo el capítulo.
Último Minuto fue apoyado durante toda su temporada por la Oficina Nacional de Emergencia (ONEMI) y distintas instituciones dedicadas al tema.
Para la simulación de los desastres, se utilizaron efectos especiales, junto a imágenes reales de los distintos lugares donde se ambientaban los supuestos desastres; y de vez en cuando, se recopilaban imágenes ya existentes relacionadas con el episodio. Por ejemplo, en el primer capítulo, "Apagón en Santiago", se mostraron algunas imágenes de protestas que ya habían ocurrido en Santiago, además de recordar el gran apagón de Nueva York de 2006.

## Episodios
1. Crisis energética, apagón eléctrico en Santiago en 2009.
2. Tsunami en el norte, gran sismo y posterior tsunami en Iquique en 2010.
3. Alerta de virus, ingreso de la gripe aviar a Chile.
4. Narcotráfico, 2008.
5. Terroristas en Santiago, actos de terrorismo en Santiago en 2010.
6. Volcán Villarrica activado, erupción volcánica.
7. Robo informático, ataque a las bases de datos financieras por parte de crackers.